# Castel Festenstein
Castel Festenstein (in tedesco Burg Festenstein) è un castello medievale in rovina che si trova vicino ad Andriano anche se fa parte del comune di Appiano in Alto Adige.

## Storia
L'anno esatto di costruzione del castello non è noto, anche se in base alle caratteristiche dalle strutture rimaste dovrebbe risalire al XIII secolo. Probabilmente fu utilizzato come avamposto del vicino Castel Appiano e quindi abitato da ministeriali di quei conti.
Nel 1395 ne era feudatario Giovanni di Villandro, poi nel 1477 Mattia Sporenberger il cui discendente Cristoforo Sporenberger lo cedette all'arciduca Sigismondo. L'imperatore Massimiliano lo cedette poi in feudo a Paolo di Lichtenstein.
Nel 1503 un incendio lo distrusse ma fu ricostruito verso il XVII secolo. Passò quindi ad Hans Übelhör la cui famiglia lo abitò fino al 1659. Fu quindi comperato da Franz Lanser, attestato nel 1676 con il titolo nobiliare von Moß zu Festenstein, i cui discendenti lo rivendettero nel 1910 ad un imprenditore tedesco. Questi ristrutturò il castello ormai in rovina, aggiungendo tra l'altro il tetto sul mastio che vediamo ancora oggi.
Nel 1972 i ruderi furono consolidati e chiusi da un portone per evitare che i visitatori potessero essere in pericolo, vista la posizione particolarmente critica del castello.

## Struttura
La particolare forma del castello sfrutta al massimo la struttura rocciosa del luogo. L'accesso è posto sotto a uno sperone di porfido, alto una decina di metri, sul quale sorge il mastio pentagonale a un solo piano. Dal portone, provvisto un tempo di ponte levatoio, parte un camminamento fortificato molto stretto che aggira lo sperone e porta al cortile interno del castello.
Qui si affacciavano tutti gli edifici compreso il palazzo residenziale che a sua volta era addossato dietro allo sperone di porfido.